# Croptilon
Croptilon é um género botânico pertencente à família Asteraceae.